# Фелікс Савон
Фелікс Савон (22 вересня 1967, Сан-Вісенте) — кубинський боксер-любитель, триразовий олімпійський чемпіон у важкій ваговій категорії, у якій домінував впродовж майже 15 років, шестиразовий чемпіон світу (1986, 1989, 1991, 1993, 1995, 1997) та чемпіон Куби з 1985 року по 1998 рік. Савон вважається одним з найвидатніших боксерів усіх часів.
Перший раз виграв Олімпійські ігри в Барселоні 1992 року, захистив свій титул двічі, в 1996 і 2000, як третій боксер в олімпійській історії боксу. Раніше три Олімпіади виграли угорець Ласло Папп і кубинець Теофіло Стівенсон.

## Аматорська кар'єра
Перший титул виграв 1984 року, вигравши чемпіонат Центральної Америки і Карибського басейну. 1985 року виграв його вдруге. На чемпіонаті світу серед молоді 1985 завоював золоту медаль, здобувши у фіналі дострокову перемогу над Анджеєм Ґолотою (Польща).
На чемпіонаті світу 1986 став чемпіоном.
- В 1/8 фіналу переміг Дьюлу Алвікса (Угорщина) — 5-0
- У чвертьфіналі переміг Луїса Кастільйо (Еквадор) — KO2
- У півфіналі переміг Свілена Русінова (Болгарія) — RSC 2
- У фіналі переміг Арнольда Вандерліде (Нідерланди) — 5-0

1986 року став переможцем Ігор Центральної Америки і Карибського басейну.
1987 року став переможцем Панамериканських ігор, у півфіналі здобувши перемогу над Майклом Бенттом (США). На Кубку світу 1987 став переможцем, здобувши перемогу у півфіналі над Рамзаном Себієвим (СРСР), а у фіналі — над Арнольдом Вандерліде (Нідерланди).
Не потрапив на Олімпійські ігри 1988 через бойкот змагань Кубою. 1988 року виграв чемпіонат Центральної Америки і Карибського басейну втретє.
1989 року став чемпіоном світу вдруге, здобувши по ходу змагань перемоги над Арнольдом Вандерліде (Нідерланди) і у фіналі над Євгеном Судаковим (СРСР).
На Кубку світу 1990 став переможцем, здобувши перемогу у півфіналі над Рене Монсе (НДР), а у фіналі над Бертом Тойхертом (ФРН). 1990 року вдруге став переможцем Ігор Центральної Америки і Карибського басейну.
1991 року вдруге став переможцем Панамериканських ігор, у півфіналі здобувши перемогу над Томом Глесбі (Канада), а у фіналі над Шенноном Бріґґзом (США).
На чемпіонаті світу 1991 став чемпіоном.
- У чвертьфіналі переміг Кірка Джонсона (Канада) — RSC 2
- У півфіналі переміг Девіда Туа (Нова Зеландія) — KO1
- У фіналі переміг Арнольда Вандерліде (Нідерланди) — 39-15

На Олімпійських іграх 1992 став чемпіоном.
- В 1/16 фіналу переміг Кшиштофа Роєка (Польща) — RSC 2
- В 1/8 фіналу переміг Берта Тойхерта (Німеччина) — 11-2
- У чвертьфіналі переміг Данелла Ніколсона (США) — KO 2
- У півфіналі переміг Арнольда Вандерліде (Нідерланди) — 23-3
- У фіналі переміг Девіда Ізонритеї (Нігерія) — 14-1

На чемпіонаті світу 1993 став чемпіоном.
- В 1/8 фіналу переміг Деррелла Діксона (США) — KO 3
- У чвертьфіналі переміг Олексія Лєзіна (Росія) — 13-7
- У півфіналі переміг Стефана Аллуана (Франція) — RSC 2
- У фіналі Георгій Канделакі (Грузія) не вийшов на бій через отримане ушкодження

1993 року втретє став переможцем Ігор Центральної Америки і Карибського басейну.
На Кубку світу 1994 став переможцем, здобувши перемогу у півфіналі над Георгієм Канделакі (Грузія), а у фіналі над Рене Монсе (Німеччина).
1995 року втретє став переможцем Панамериканських ігор, у півфіналі здобувши перемогу над Сантьяго Палавесіно (Аргентина), а у фіналі над Леймоном Брюстером (США) — RET 2.
На чемпіонаті світу 1995 став чемпіоном.
- В 1/8 фіналу переміг Йон Гьон Юн (Південна Корея) — RSC 1
- У чвертьфіналі пройшов без бою Георгія Канделакі (Грузія)
- У півфіналі переміг Крістофа Манді (Франція) — 9-6
- У фіналі переміг Луана Краснікі (Німеччина) — RSC 2

На Олімпійських іграх 1996 вдруге став чемпіоном.
- В 1/16 фіналу переміг Андрія Курнявку (Киргизстан) — 9-3
- В 1/8 фіналу переміг Квамена Турксон (Швеція) — RSC 1
- У чвертьфіналі переміг Георгія Канделакі (Грузія) — 20-4
- У півфіналі пройшов без бою Луана Краснікі (Німеччина)
- У фіналі переміг Девіда Дефіагбон (Канада) — 20-2

На чемпіонаті світу 1997 зайняв друге місце.
- В 1/16 фіналу переміг Квамена Турксон (Швеція) — 4-2
- В 1/8 фіналу переміг Ігоря Кшиніна (Росія) — 25-4
- У чвертьфіналі переміг Марка Сіммонса (Канада) — 15-4
- У півфіналі переміг Туе Б'єрн Томсена (Данія) — RSC 3
- У фіналі програв Руслану Чагаєву (Узбекистан) — 4-14

Однак, 8 лютого 1998 року AIBA позбавила Чагаєва звання чемпіона за те, що він провів 2 професійних поєдинки в США перед чемпіонатом світу. Савону було вручено золоту медаль чемпіона світу, яка стала для нього шостою.
1998 року став переможцем Кубку світу, а потім вчетверте — Ігор Центральної Америки і Карибського басейну. 1999 року вперше програв у фіналі чемпіонату Куби Одланьєру Солісу. Того ж року на Кубку Странджа вдруге зазнав поразки в бою проти Руслана Чагаєва (Узбекистан).
На чемпіонаті світу 1999 зайняв друге місце.
- В 1/16 фіналу переміг Дейвідаса Некрашаса (Литва) — RSCH 3
- В 1/8 фіналу переміг Андрія Комбарова (Росія) — 7-5
- У чвертьфіналі переміг Руслана Чагаєва (Узбекистан) — 9-1
- У півфіналі переміг Кевіна Еванса (Уельс) — RET 4
- У фіналі не вийшов на бій проти Майкла Беннета (США) через відмову усієї кубинської команди від продовження участі у чемпіонаті в знак протесту проти упереджених рішень суддів у фінальному бою в напівсередній категорії Хуан Ернандес Сьєрра (Куба) — Тимур Гайдалов (Росія).

На чемпіонаті Куби 2000 у фіналі знов програв Одланьєру Солісу, але на національному передолімпійському турнірі у червні 2000-го року зайняв перше місце, а у липні 2000-го року на міжнародному турнірі здобув у фіналі перемогу над Одланьєром Солісом і таким чином отримав путівку на Олімпійські ігри 2000, на яких завоював золоту медаль.
- В 1/8 фіналу переміг Расмуса Оджемає (Нігерія) — RSCO 2
- У чвертьфіналі переміг Майкла Беннета (США) — RSCO 3
- У півфіналі переміг Себастьяна Кебера (Німеччина) — 19-8
- У фіналі переміг Султан-Ахмед Ібрагімова (Росія) — 21-13

Після Олімпіади в Сіднеї у віці 33 років завершив кар'єру.